# Photographie de mariage

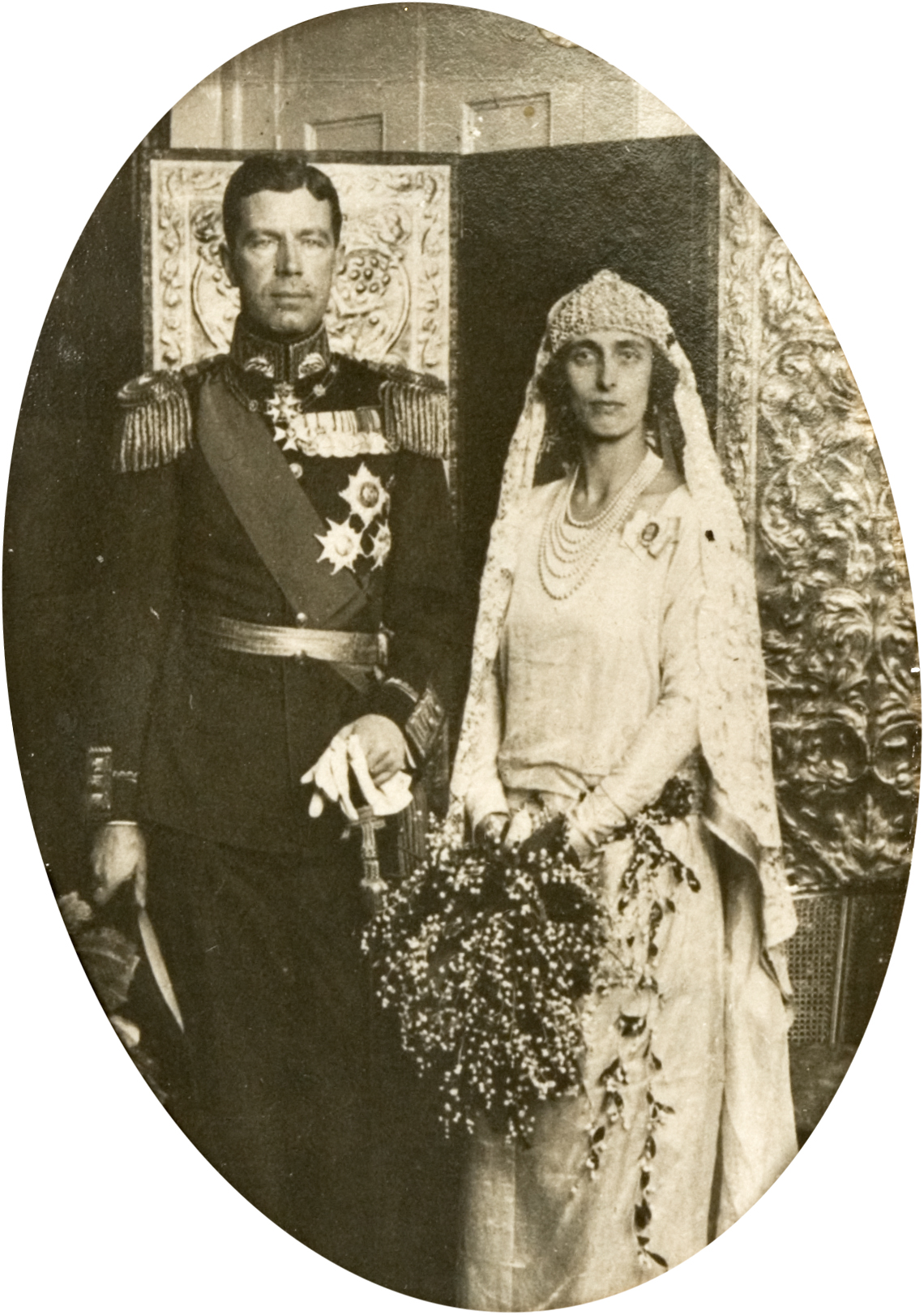
Un mariage royal : Gustave VI Adolphe de Suède et Lady Louise Mountbatten.

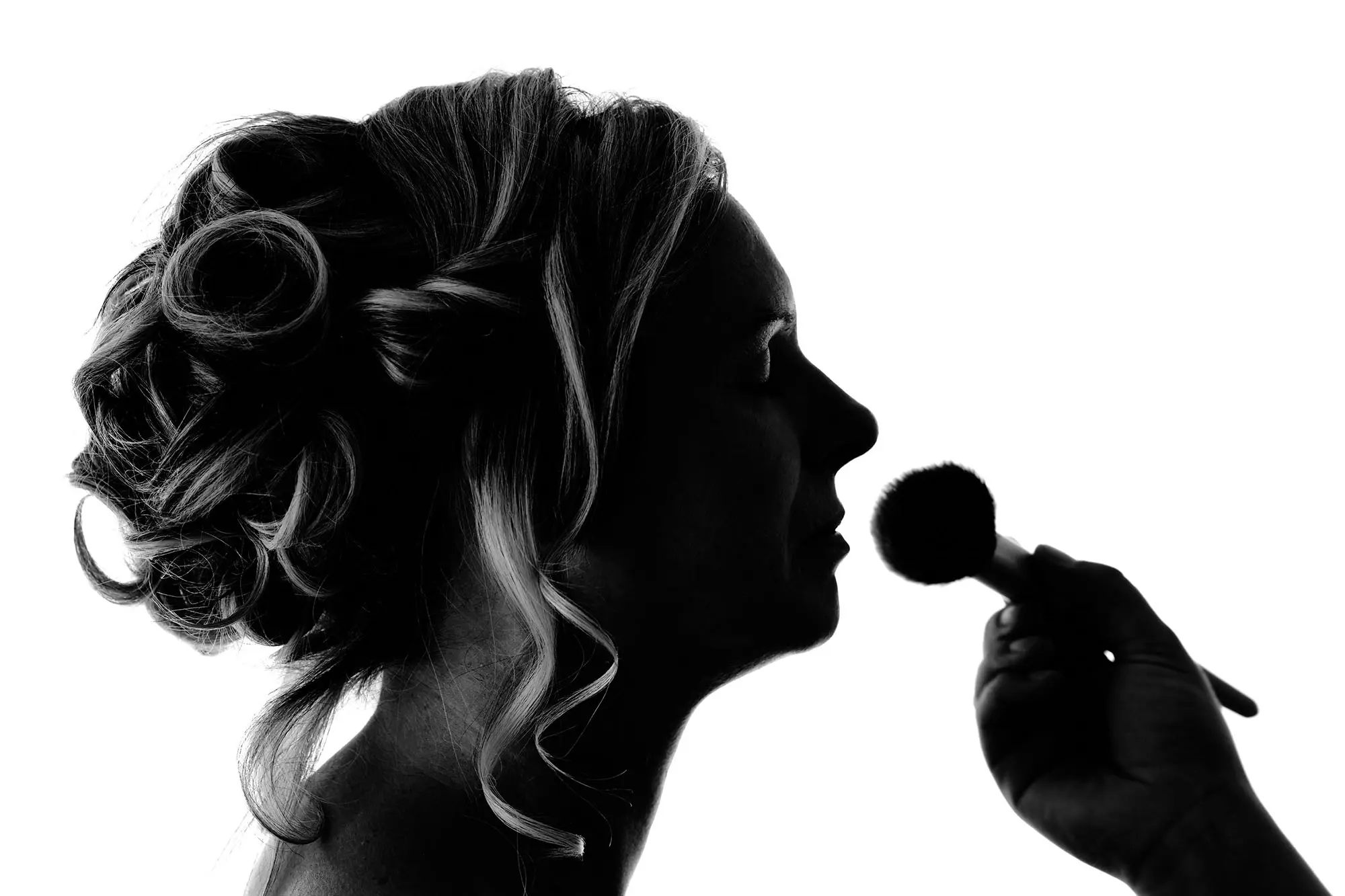
Instant maquillage durant les préparatifs de la mariée.

La photographie de mariage est un type de photographie sociale pratiquée à l'occasion d'un mariage.
C'est un exercice photographique particulier, très codé et effectué par des photographes professionnels dont c'est l'activité principale. Cette spécialisation est parfois dénigrée pour son côté « non-artistique ». Elle mélange le reportage, le portrait, la composition, la maîtrise de l'événement, la personnalisation et un savoir-faire afférent aux professionnels du mariage.

## Principes et pratiques
Les photographies de cette journée ne sont pas aussi simples à réussir qu'il y paraît. Aux difficultés purement techniques vient s'ajouter le stress, car il est impossible de recommencer et les mariés et leurs familles ont souvent une idée très idéalisée du mariage et attendent du photographe qu'il la reproduise dans son travail. Les photographes professionnels, ayant une bonne connaissance dans ce domaine, savent anticiper les demandes les plus diverses.
Chacun ayant un style qui lui est propre, les entretiens et recherches durant les préparatifs servent à déterminer le choix du photographe et lui confier le soin de réaliser les images en toute complicité.
La tendance des années 2020 est centrée sur les images prises sur le vif, permettant de capturer l'émotion des moments avec une proximité et une qualité permise par les évolutions technologiques. Les futurs mariés sont continuellement suivis tout au long de la journée, lors de reportages qui commencent depuis leurs préparatifs et habillages jusqu'à la fin de la soirée.
Aujourd'hui, les photographes privilégient les appareils numériques afin de permettre plus de facilités à la prise de vue (vue immédiate de la photo, post-traitement, coûts).
L'utilisation de plusieurs boîtiers permet de s'affranchir du changement intempestif de l'optique sur les modèles à objectif interchangeable (reflex), notamment entre courte (grand angle) et longue focale (téléobjectif).

## Préparation avant la journée de mariage
Les futurs mariés n'ayant pour la plupart jamais été pris en photo par un photographe professionnel, il est courant que les photographes de mariage proposent de faire une "séance engagement" avant le mariage. 
Cette séance photo a plusieurs vocations : 
- Permettre au photographe et aux futurs mariés de faire connaissance,
- Aider les mariés à préparer le jour-j en apprenant à oublier la présence du photographe,
- Avoir des clichés qui peuvent être utilisés pour les faire-part ou la décoration de la salle de réception.

## Approches stylistiques
La photographie de mariage traditionnelle implique une mise en scène plus classique et un plus grand contrôle par le photographe lors de la cérémonie.
Le style photojournalistique de la photographie de mariage provient des styles de reportage éditorial et se concentre davantage sur des photos franches avec peu d'interaction avec le photographe ; un photojournaliste de mariage capture généralement des images rapidement en utilisant la lumière disponible ou le flash intégré de l'appareil photo plutôt que d'utiliser des techniques de pose formelles traditionnelles et éclairage de studio. Le terme photographie de mariage contemporain est utilisé pour décrire la photographie de mariage qui n'est pas de nature traditionnelle. Dans la photographie contemporaine, l'accent est mis sur la capture de l'histoire et de l'atmosphère de cette journée afin que le spectateur ait une idée de ce à quoi ressemblait le mariage, plutôt qu'une série de poses prédéterminées.
Une approche basée sur la mode est le troisième style. Dans la photographie de mariage contemporaine / mode, le photographe combinera des images franches des événements de la journée avec des photos mises en scène. Ce style inclut souvent un post-traitement « dramatique » ou « spectaculaire » des photos.
La photographie de studio de mariage est le quatrième style populaire dans les pays asiatiques, en particulier en Chine. En règle générale, les couples prennent rendez-vous avec le studio pour des prises de vue en studio ou en extérieur avec le soutien d'un coiffeur / d'une coiffeuse et d’un maquilleur / d'une maquilleuse, ainsi que d'un photographe et d'un couple.

## Galerie

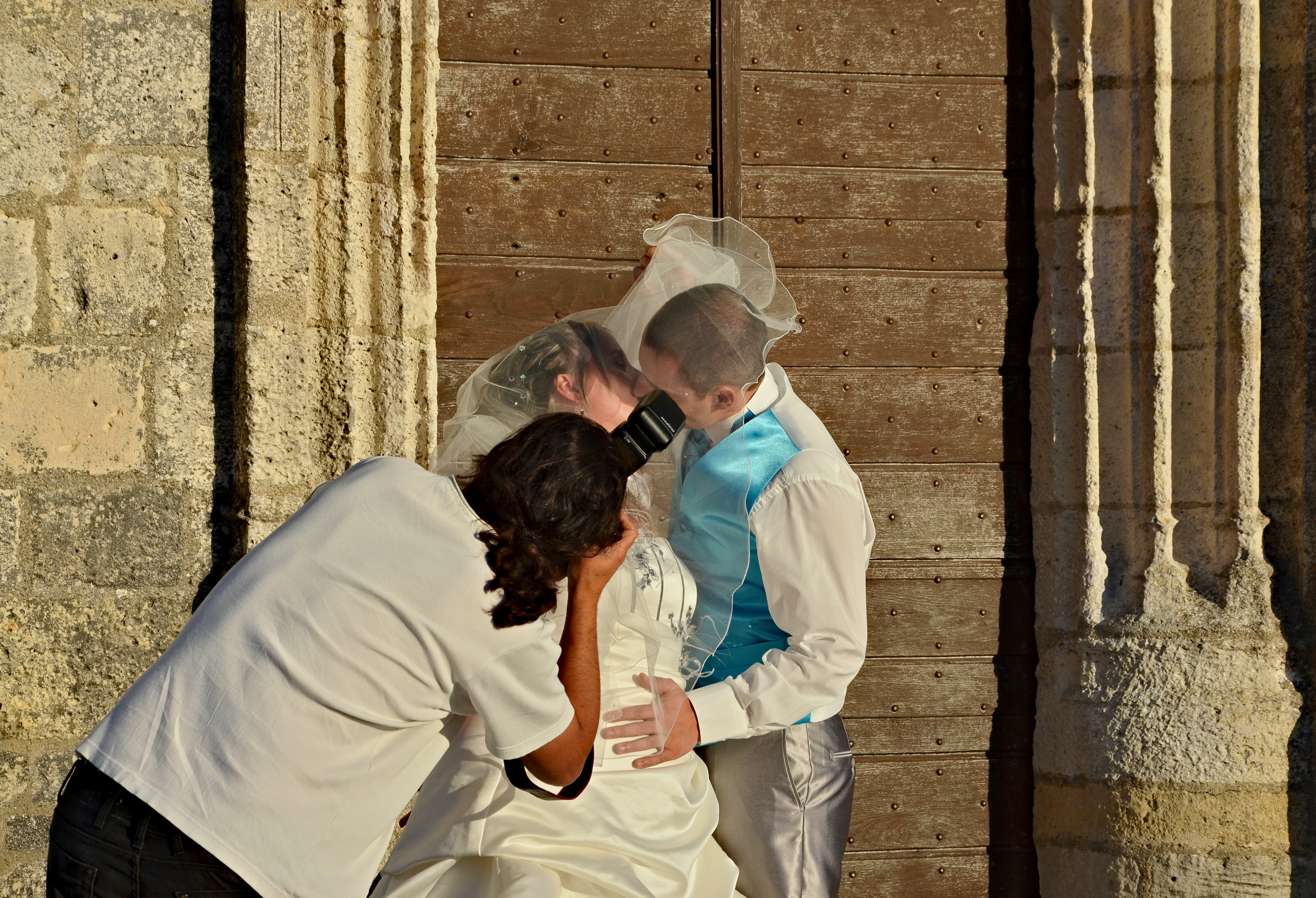
Prise de vue.
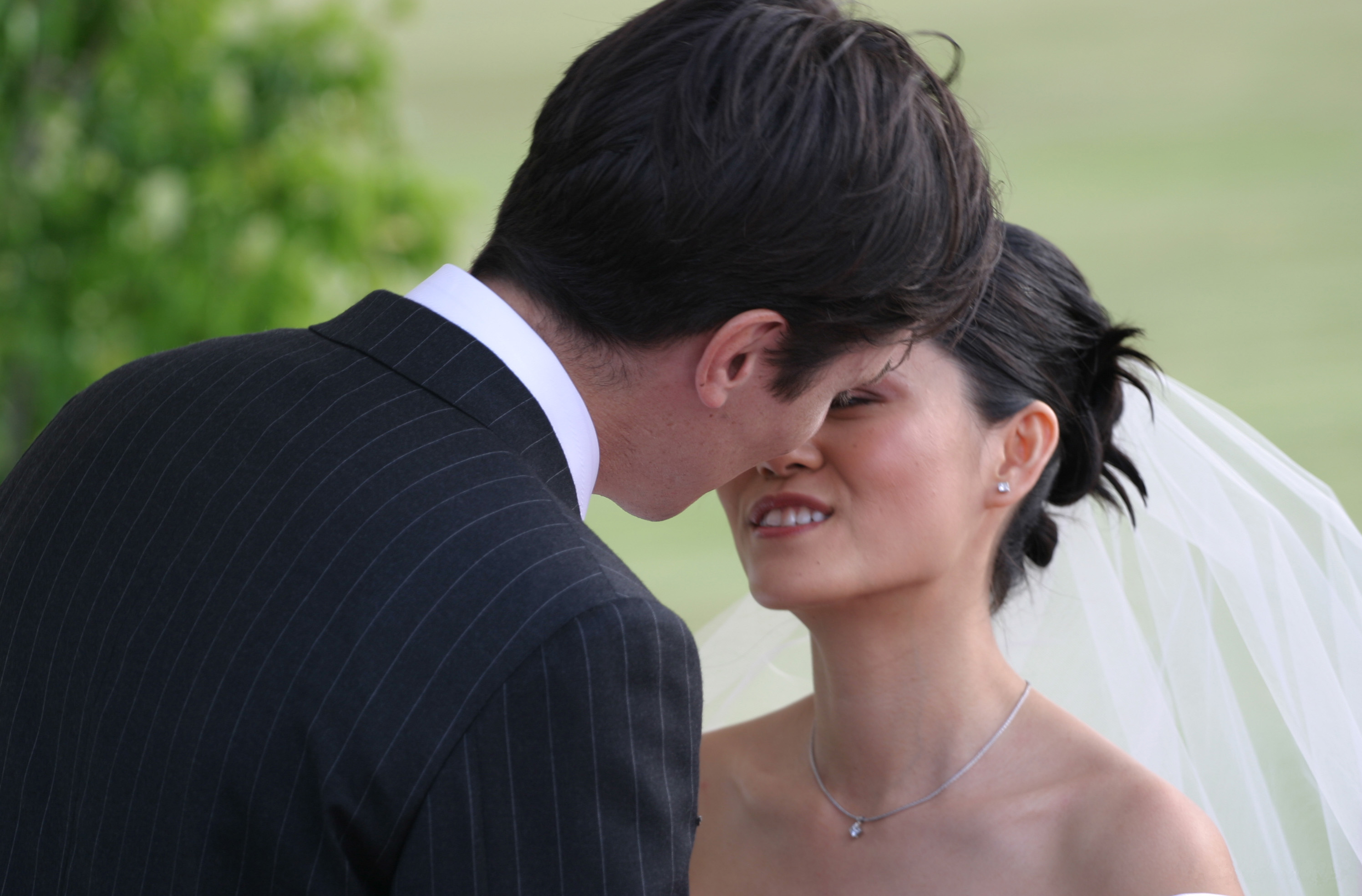
Baiser des mariés.
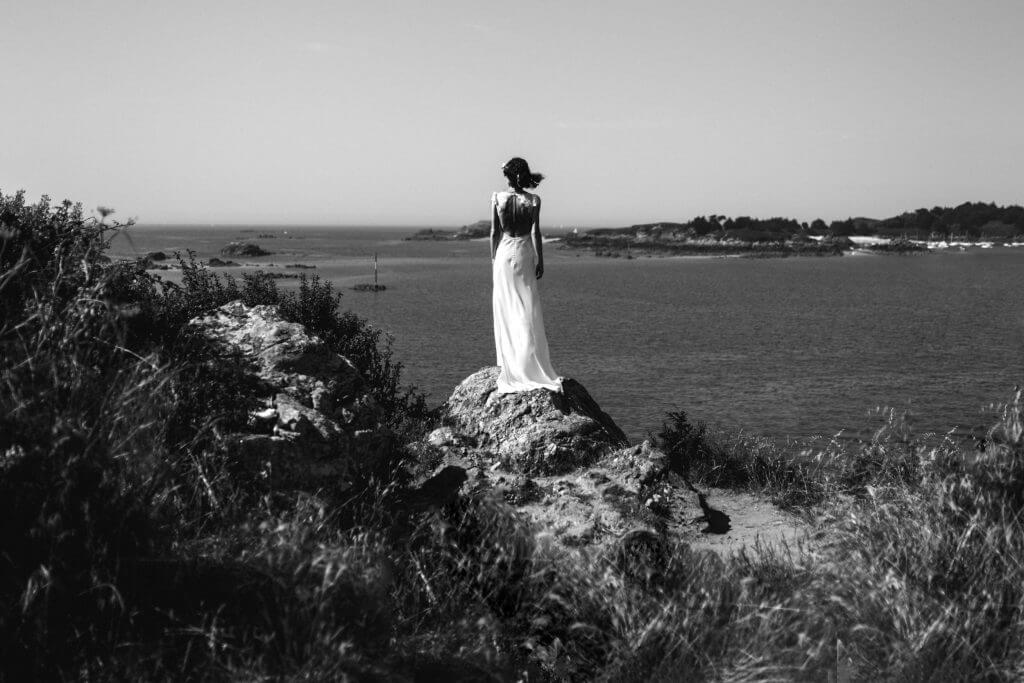
Photographie d'une mariée en bord de mer à Saint-Jacut-de-la-Mer, en 2018.
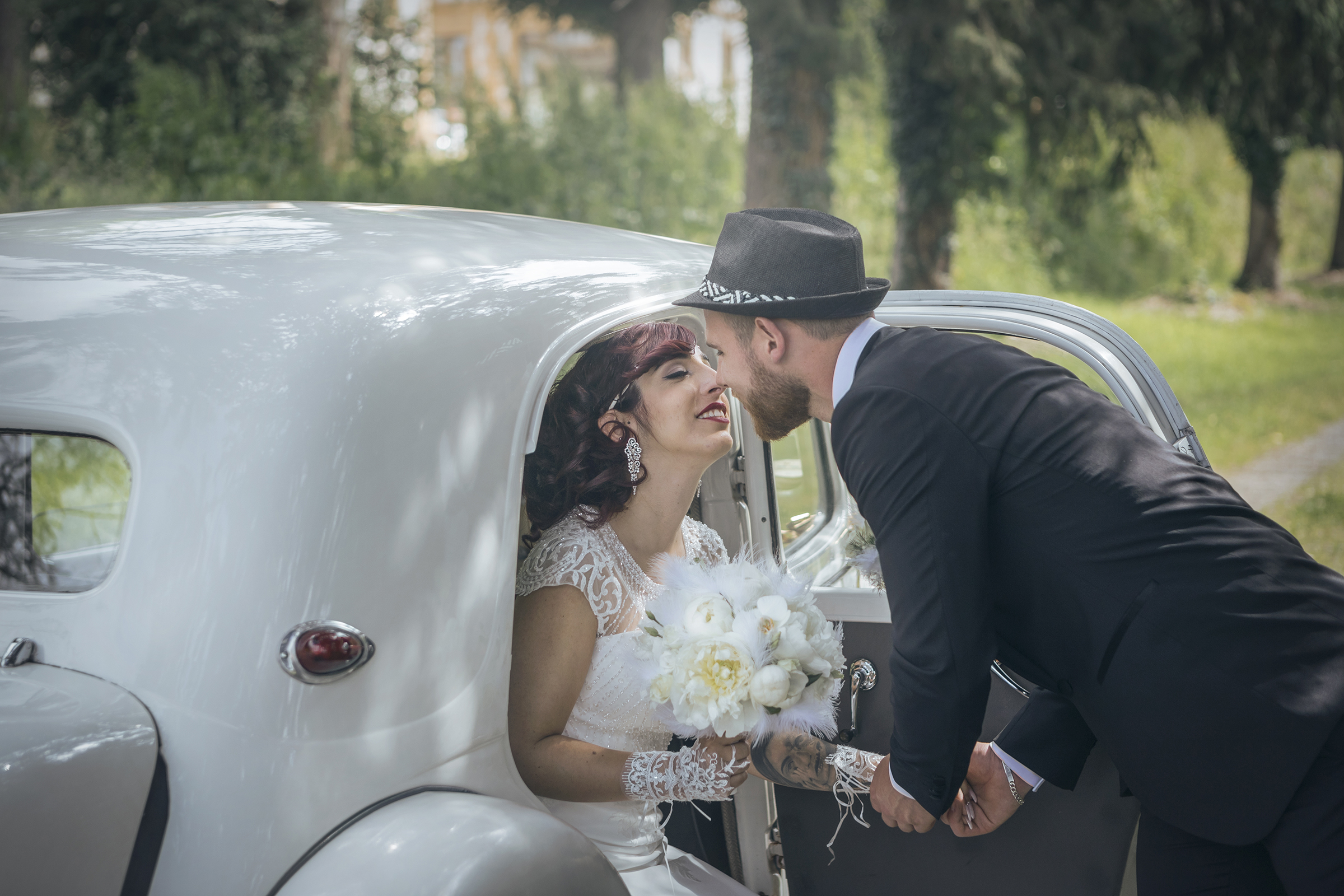
Futurs mariés lors d'une séance photo de couple.
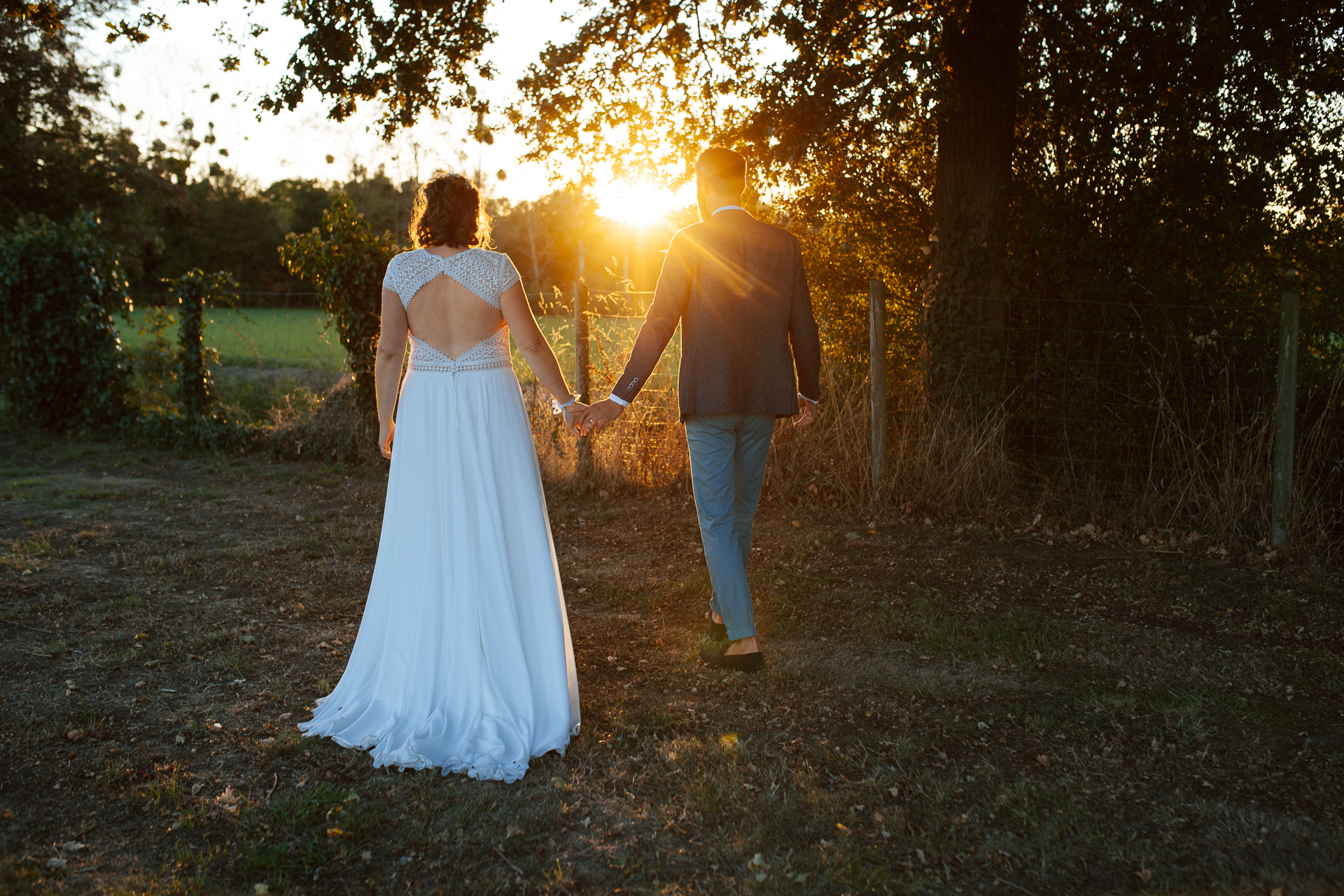
Couple de mariés qui marchent au soleil couchant.
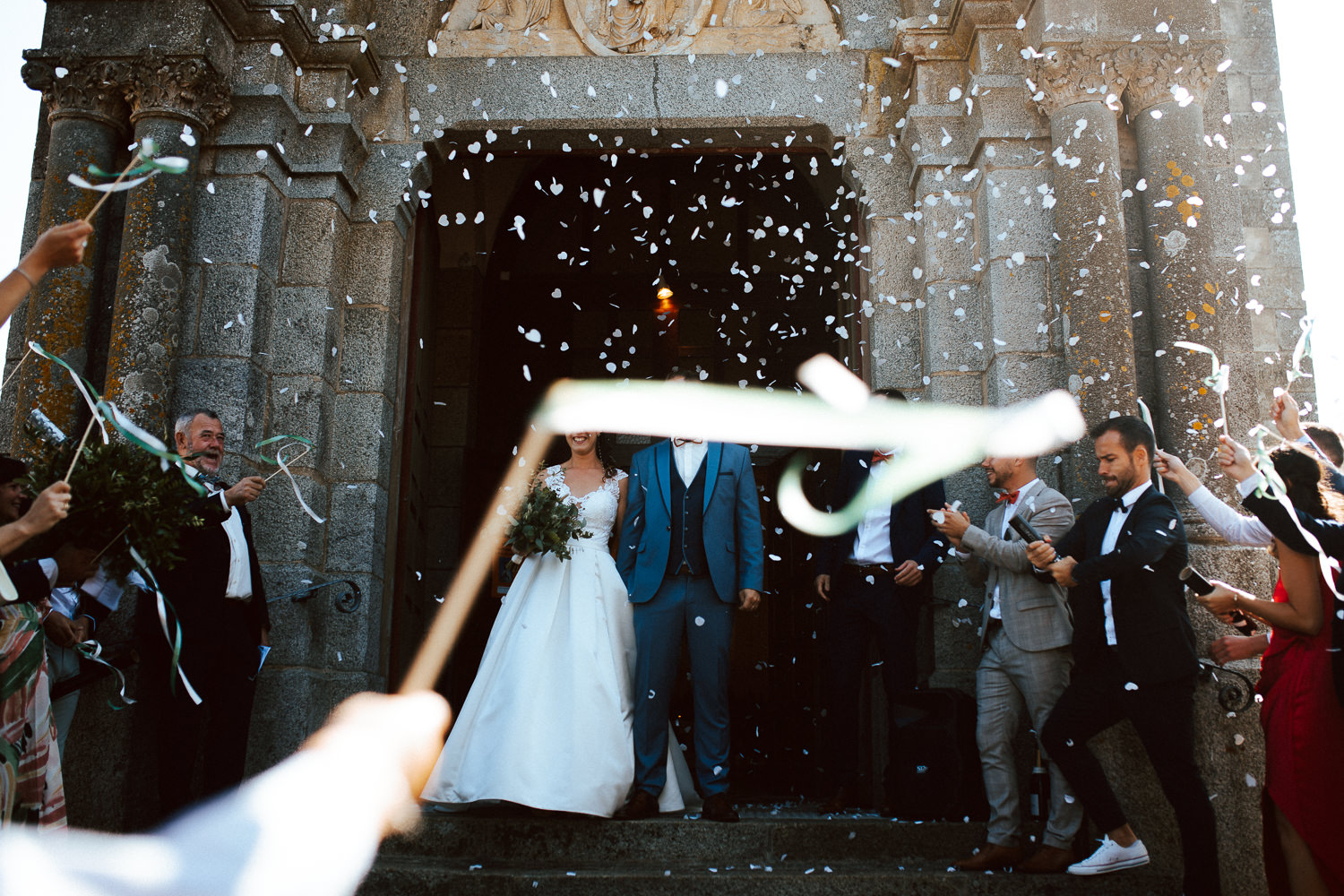
Couple de mariés qui sortent de l'église.
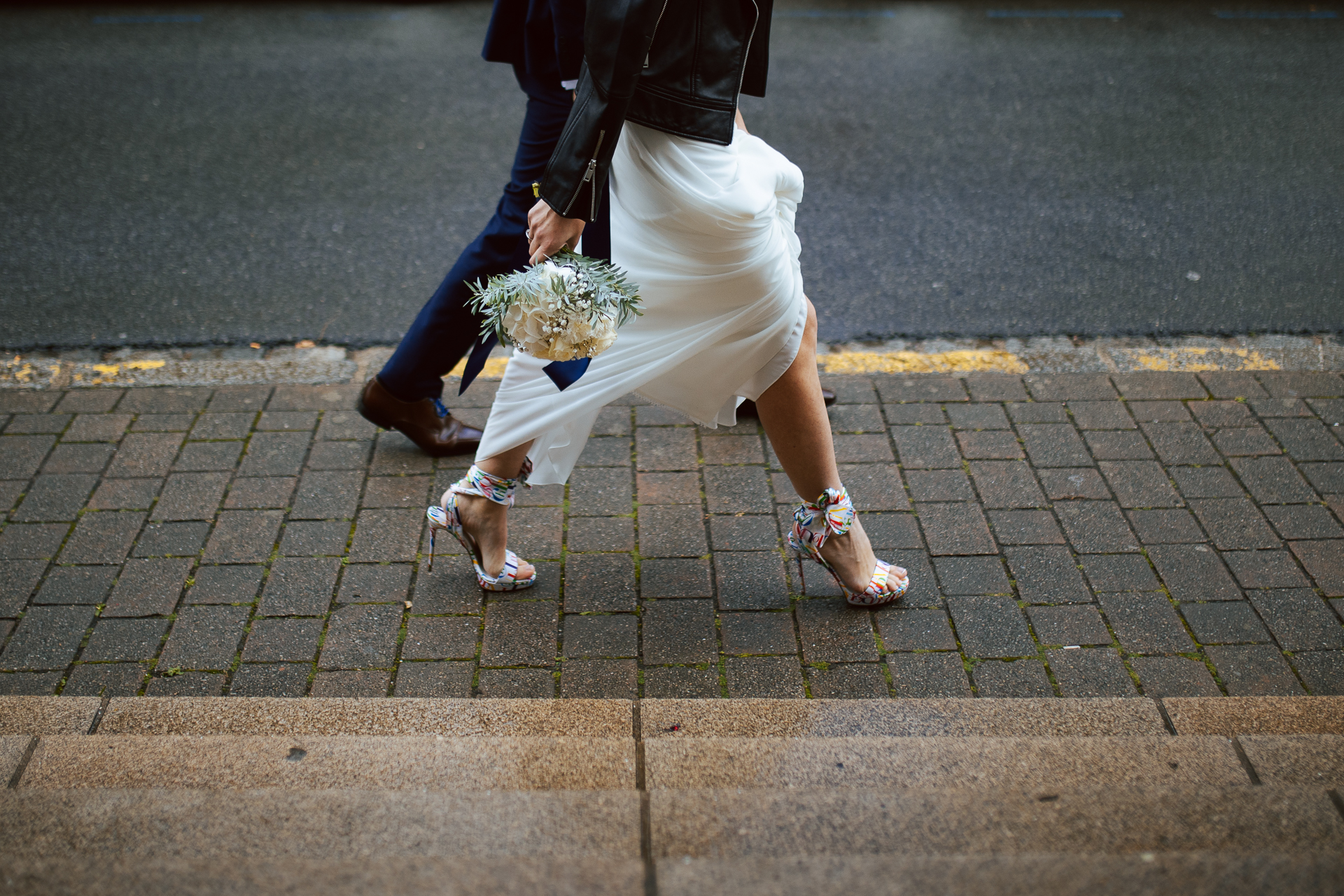
Couple de mariés qui marchent dans la rue.
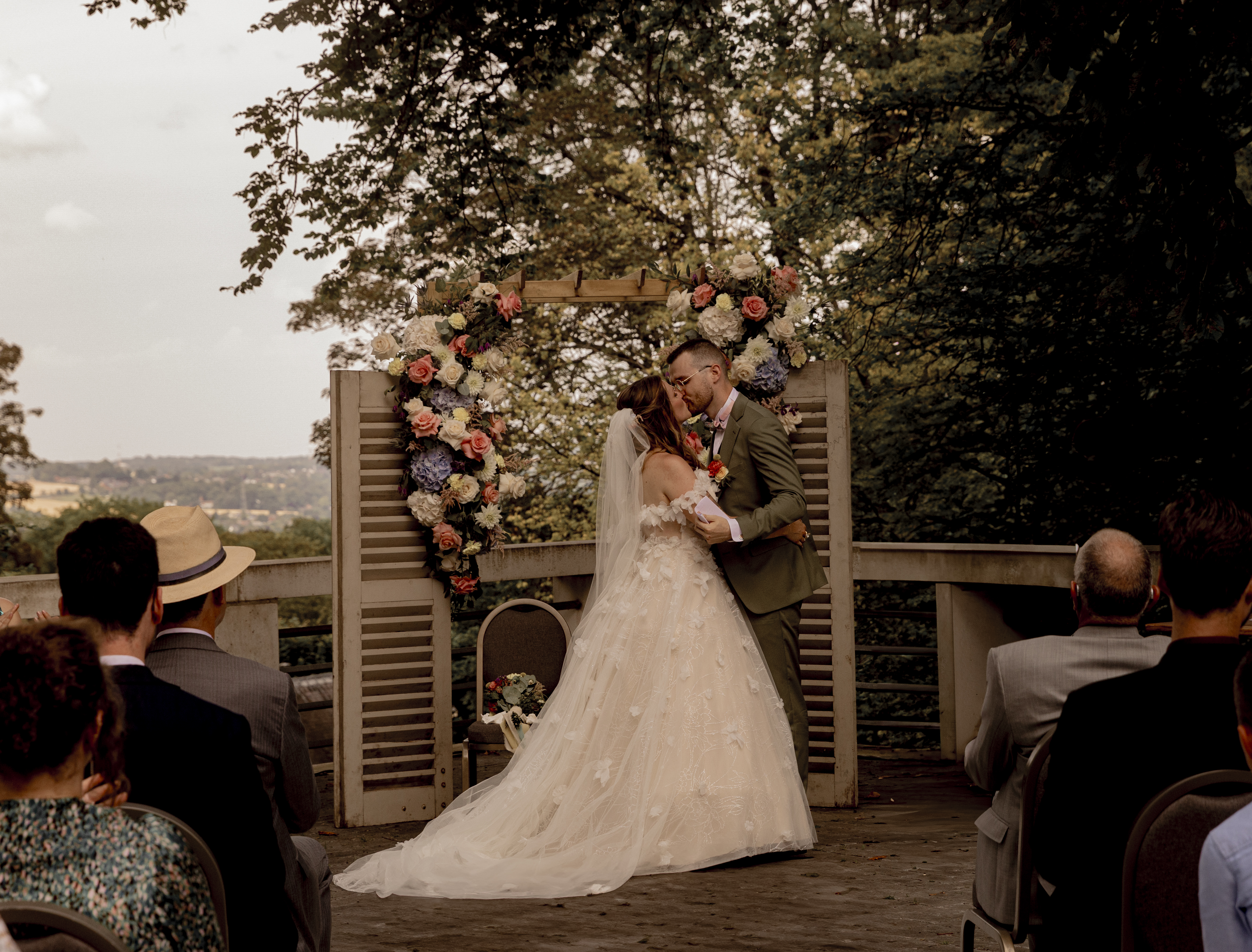
Premier baisé mariage